# وزارة النقل (مصر)
وزارة النقل (سابقاً: وزارة النقل والمواصلات) هي إحدى وزارات حكومة جمهورية مصر العربية وهي المسئولة عن النقل البري والنهري والبحري والموانئ المرتبطة به، باستثناء بعض هيئات النقل البري التي تتبع المحافظات والنقل الجوي وموانئه "المطارات" الذي يتبع وزارة الطيران المدني والموانئ البحرية التي تتبع القوات البحرية والموانئ البحرية التي تتبع المناطق الاقتصادية ذات الطبيعة الخاصة وهيئة قناة السويس التي تتبع رئيس مجلس الوزراء.

## التشريعات المنظمة
- قانون رقم 7 لسنة 1919 بإنشاء وزارة المواصلات.[2]
- قرار رئيس الجمهورية رقم 2773 لسنة 1971 بتنظيم وزارتي الإنتاج الحربي والنقل البحري.[3]
- قرار رئيس الجمهورية رقم 26 لسنة 1972 بتنظيم وزارة النقل والمواصلات.[4]
- قرار رئيس الجمهورية رقم 985 لسنة 1972 بتنظيم وزارة النقل البحري.[5]
- قرار رئيس الجمهورية رقم 1097 لسنة 1974 بتنظيم وزارة النقل والمواصلات.[6]
- قرار رئيس الجمهورية رقم 381 لسنة 1976 بتنظيم وزارة النقل.[7]
- قرار رئيس الجمهورية رقم 182 لسنة 1994 بتنظيم وزارة النقل.[8]
- قرار رئيس الجمهورية رقم 163 لسنة 1996 بتنظيم وزارة النقل والمواصلات.[9]
- قرار رئيس الجمهورية رقم 360 لسنة 1999 بتنظيم وزارة النقل.[10]
- قرار رئيس الجمهورية رقم 57 لسنة 2002 بتنظيم وزارة النقل.[11]

## الجهات التابعة
ملحوظة: الموانئ الجوية "المطارات" تتبع وزارة الطيران المدني.

#### السكك الحديدية
تشمل منظومة مكونة (المونوريل، مترو الإسكندرية، مترو القاهرة، القطار الكهربائي الخفيف LRT، القطار الكهربائي السريع، قطارات الديزل التقليدية)
- الهيئة القومية لسكك حديد مصر.
- الهيئة القومية للأنفاق.

#### الطرق والموانئ البرية
ملحوظة: هيئة النقل العام بالقاهرة تتبع محافظة القاهرة، والهيئة العامة لنقل الركاب بمحافظة الإسكندرية تتبع محافظة الإسكندرية.
- الهيئة العامة للموانئ البرية والجافة.
- الهيئة العامة للطرق والكباري.
- الهيئة العامة لتخطيط مشروعات النقل.
- جهاز تنظيم النقل البري الداخلي والدولي.

#### الملاحة والموانئ النهرية
- الهيئة العامة للنقل النهري.
- هيئة وادي النيل للملاحة النهرية.

#### الملاحة والموانئ البحرية
- الهيئة المصرية لسلامة الملاحة البحرية.
- الهيئة العامة لميناء الإسكندرية.
- الهيئة العامة لموانئ البحر الأحمر.
- هيئة ميناء دمياط.

### الشركات القابضة
- الشركة القابضة لمشروعات الطرق والكباري والنقل البري.
- الشركة القابضة للنقل البحري والبري.[12][13]

### أخرى
- المعهد القومي للنقل.
- صندوق دعم وتطوير وتحديث هيئات السلامة والموانئ البحرية والبرية.[14]
- شركة الاتحاد العربي للنقل البري والسياحة (سوبر جيت).
- شركة القاهرة للعبارات والنقل البحري
- الجسر العربي للملاحة (ماريتيم).[15]

## الوزراء
- الدكتور/ رشاد المتيني
- المهندس/ حاتم عبد اللطيف
- الدكتور/ إبراهيم الدميري
- المهندس/ هاني ضاحي
- الدكتور/ سعد الجيوشي
- الدكتور/ جلال السعيد
- الدكتور/ هشام عرفات
- الفريق/ كامل الوزير

## وصلات خارجية
الموقع الرسمي